# مايا ميلانسو
مايا ميلانسو، ولدت باسم ماري صوفي ميلانسو، (14 يناير في عام 1906- 12 ديسمبر في عام 1981)، هي مهندسة معمارية ورسامة نرويجية. رائدة في العديد من المجالات: كانت واحدة من أوائل المهندسات المعماريات اللواتي أكملن دراستهن في المعهد النرويجي التقاني عندما تخرجت منه في عام 1931، وتعد الشخص الذي عرّف بالعمارة الوظيفية في مدينة تروندهايم، وكانت واحدة من أوائل المهندسات المعماريات النرويجيات اللواتي كان لديهن مسيرتهن المهنية الخاصة. انخرطت ميلانسو في مجال البناء السكني وإدارة التراث الثقافي، وكان لديها بوصفها مهندسة معمارية، إنتاج واسع النطاق. وبغض النظر عن حقيقة كونها مهندسة معمارية مؤهلة حديثًا، إلا أنها جذبت الانتباه إليها من خلال (مبانيها الوظيفية) في تروندهايم، على الرغم من أن المباني التي صممتها ميلانسو، نادرًا ما ذُكرت في الأدب المعماري.
  «لقد صممتُ منازلَ لا مبانٍ. منازل للعمل فيها، منازل للعيش فيها، حسب الاستطاعة. سواء كانت مراكز صحية أو قصورًا ريفية أو مدارس أو مبانٍ تجارية أو منازل للسكن، فقد بُنيت على مبدأ أن متر مربع واحد فائض عن الحاجة، لا يقل سوءًا عن متر مربع واحد ناقص. كانت المنازل كبيرة من الداخل وصغيرة من الخارج. ولم أعترف مطلقًا بمفهوم «الواجهة»؛ فالأبعاد الثلاثة جميعها تمتلك نفس الأهمية».

## نشأتها ودراستها
كانت مايا ميلانسو الابنة الحادية عشرة من بين اثني عشر شقيقًا. كانت والدتها ربة منزل بينما كان والدها، جون ميلانسو تاجرًا. أسس تجارته الخاصة في تروندهايم كبائع جملة لمحال بيع المعدات والأدوات.
أرادت ميلانسو في الأصل أن تصبح فنانة، وبعد أن اجتازت اختبار القبول في الفنون الحرة في مدرسة كاتدرائية تروندهايم في عام 1925، سافرت إلى باريس حيث كانت طالبة لدى بير كروغ بين عامي 1972-1926. عارضت الوالدة خطط ميلانسو أن تصبح فنانة. وأصرّت على أن المرأة يجب أن تحصل على تعليم «مناسب» كي تكون قادرة على إعالة نفسها، واعتقدت أن الهندسة المعمارية ستكون خيارًا جيدًا: «نحن بحاجة مهندسات معماريات، لأن المهندسين الذكور غير عمليين».
بعد أن استكملت ميلانسو اختبار القبول في التعليم الفني وخضعت لتدريب مهني كبنّاءة، بدأت الدراسة في قسم الهندسة المعمارية في المعهد النرويجي التقاني في خريف عام 1927 بصفتها المرأة الوحيدة في صفها. استذكرت ميلانسو لاحقًا بفرح، التقدم الباهر الذي حققته النظرية الوظيفية في العمارة في ذلك الوقت، بفلسفة جمالية جديدة ألهمتها هي وزملاءها الطلاب.
حتى ذلك الوقت، كان التعليم في قسم الهندسة المعمارية يعتمد على تقاليد عمارة الفنون الجميلة والمُثل الكلاسيكية. سيتلّقى الطلاب الآن تعليمًا يشعرون بأنه أكثر صلة بالمجتمع. فقد كتب أحد الطلاب، تونيس سويلاند، مقالًا في مجلة بيغي كونست في خريف عام 1930، وصف فيه، من بين أمور أخرى، أحد الأقسام بأنه غير مهني ووصف إدارة القسم بأنها غير مسؤولة، ليُطرد بعدها من المعهد لمدة ثلاثة أشهر.
كان رد فعل زملائه في الفصل، بمن فيهم ميلانسو، أن قاموا بإضراب عفوي، غطته صحيفة الطلاب آندر داسكن وصحف المدينة. نتج عن الإضراب إجراء نقاش بين الطلاب والمعلمين، وأدى كذلك إلى وضع برنامج درسي جديد، أكثر انسجامًا مع ما كان يبحث عنه الطلاب: أي مزيد من الارتباط بين مواضيع الفلسفة الجمالية والتقنية، والمزيد من المهام المتعلقة بالمجتمع. تُظهر أطروحات الخريجين العائدة لهذا الوقت، إلهامًا قويًا متأثرًا بالنظرية الوظيفية.
عملت ميلانسو لمدة قصيرة خلال دراستها، مساعِدة للبروفيسور سفير بيدرسن، الذي كان مشرفًا عليها خلال عملها على مشروع أطروحتها. وكان بيدرسن وراء تخطيط العديد من مشاريع الإسكان الكبرى وتصميمها في تروندهايم، أما موضوع أطروحة ميلانسو فكان عبارة عن تصميم منطقة سكنية. نُشر رسمان من أطروحتها في متحف ديجيتال ميوزيم.